# 游蕙禎
游蕙禎（1991年5月6日—），香港前立法會議員，本土派政黨青年新政創始人。作為香港獨立運動及香港民族主義支持者，游提倡以民族自決方式決定2047年香港前途問題。
游蕙禎在香港出生長大，本來任職行政人員並因受雨傘革命啟發而踏入政界，為參選2015年香港區議會選舉而全職投入政治，推動政策港人優先，爭取港人前途自決。2015年首次參選九龍城區區議會便於黃埔東挑戰經民聯梁美芬，而且僅以304票之差落敗，令她知名度大增。其後她在2016年香港立法會選舉中在九龍西選區當選立法會議員，成為立法會史上最年輕的女議員。不過，她因立法會宣誓時修改誓詞而喪失議員資格，法律上與梁頌恆、姚松炎、羅冠聰及劉小麗以12天成為立法會史上任期最短的議員。

## 暱稱
游蕙禎自從政以來甚具人氣，曾被給予各個不同的暱稱。初投政界時，游的外貌形象吸引不少網民支持，常被冠上「女神」及「BB」等稱號。然而，青年新政的成員則叫她「柒禎」，但中國持不同政見者劉仲敬則把她譽為「香港的女兒」。
因為游在2015年香港區議會選舉挑戰被蔑稱為「鼠王芬」的梁美芬，進一步被譽為「滅鼠大隊長」及「滅鼠女神」。2015年區議會選舉後，游亦被人稱呼為「游主任」，甚至戲稱為「游主席」。
在擔任立法會議員時，游沒有將其英文暱稱「Regine」加入官方名字上。她指出是因為曾被人嘲弄她與名為「Regina」的葉劉淑儀使用相似英文名字，故選擇不在官方姓名中加入這個用於簽名上卻甚少在公開場合使用的英文名字。

## 早年生活
1991年5月6日，游蕙禎在英屬香港馬頭圍聖德肋撒醫院出生，父母都是退休公務員。游自小居於旺角，因父母全職工作而常被寄托至居於沙田的親屬，也常到黃埔舅父的家，乘車的閒暇時間會閱讀春秋戰國時期的同性戀故事。在父母安排下她曾學習鋼琴，更曾以鋼琴在實踐演奏測試上考獲8級。游稱父母對她管教寬鬆，但會叮囑她注意在反政府時不要觸犯法例。游的部分親屬因為擔心香港回歸帶來負面影響，移民海外，但她表明不會跟隨。
游蕙禎曾是伊利沙伯中學及寧波第二中學（與劉小麗同班的同學）的畢業生，她在會考考試生獲14分，原校升讀中六，其散文創作曾被收錄在學會的作品集內。雖然高考後首兩個大學志願均是歷史系，但最後游入讀嶺南大學中文系，課餘時間於網上創作同人誌小說，游認為同人誌中帶有平等原則的思想。而在大學二年級時，游則被大學安排到親中報章《大公報》擔任暑期實習生，實習期間曾訪問梁振英及報導最低工資實行情況，最後因不滿稿件內容被修改而辭職。
游畢業後任職行政人員，希望當一位平凡的辦公室女職員，並於繼續其同人誌創作。游曾參與雨傘革命，並在雨傘運動佔領區中認識不少志同道合的年輕人。游在雨傘革命後決定從政，與其他高登討論區的網民在樓上娛樂場決定組建新政黨，並最後發展為青年新政。

## 從政

### 2015年香港區議會選舉
青政成立後旋即籌備參選2015年香港區議會選舉，希望在議會內抗爭並推動各項社會運動。恰巧友人向游蕙禎訴苦，指九龍城區黃埔東議員親中派重要成員梁美芬忽視黃埔東社區，友人及青政內部均鼓勵游參選。游在數次主動聯絡梁美芬後沒有收到回覆，最終決定辭去原有職位，出選挑戰該一席位。
游在2015年3月29日青政的選舉記者會上首次與大眾會面，與出選黃埔西的鄺葆賢醫生成為拍擋，一同在黃埔宣傳。游甜美的樣貌令她人氣急速上升，但游表示外貌並不是選舉優勢，而且也不希望被標籤為傘兵。
游認為良好的地區工作可以得到市民支持，故在黃埔協助區民處理區內水浸等市政問題。游在競選期間於黃埔親身設置街頭宣傳站拉票，亦有街坊擔任義工及提供物資支持。除此之外，游指責梁美芬沒有政績，政綱與上屆相同，亦提及在競選期間鮮見梁出現，沒有機會與對方交流。
選舉日，游忙於與梁爭相拉票，在原本預定的休息時間也沒有停下來。臨近投票完結時，雙方均表示情況告急，梁甚至要調動黃埔西親中派候選人劉偉榮的助選團替她拉票。游最終得票為2,041票，在黃埔東以304票差落敗，不過競選拍擋鄺葆賢則可以在黃埔西擊敗借兵給梁的劉當選。游就敗選向選民表示歉意，同時亦指出選舉證明梁非必勝，會繼續從政。
游的敗選在社會上有很大回響，支持者大感不滿，甚至有作家及公司抱怨黃埔東的選民。作家健吾表示黃埔東的男性選民即使不用腦，只用下體也知道投票給誰，但劉小麗卻指因此投票予游的選民是性激素導致大腦癱瘓。作家葉一知撰寫「潮文」指有男性選民憑良心瞞著妻子改投游而不投梁美芬，更引起梁表示不滿，梁並指自己只是有能力吸引婦女選民。電召客貨車公司Call4Van指出因黃埔東選民「視力有問題」及該區「鼠患持續」，前往該區的訂單均加20元，諷刺選舉結果。
青政在選舉後完成會章制定，長遠發展政黨。游原本積極在黃埔一帶尋找便於居民到訪的地方開設辦公室，繼續服務黃埔區，在下屆再次挑戰區議會議席。及後，當選的鄺葆賢租用紅磡蕪湖街的一個單位作辦事處，游在其辦事處內進行黃埔的地區工作。

### 2016年香港立法會選舉
青年新政本來考慮參與2016年香港立法會新界東地方選區補選，但由於考慮到經費不菲且民主派未能舉行初選而放棄，並率先表態支持於1月10日宣佈參選、同屬本土派的本土民主前線發言人梁天琦出選，並為本民前在多區設置街站拉票。不過青政則表明在2015年區議會選舉中僅敗的游蕙禎會被首選成為2016年香港立法會選舉的九龍西選區候選人。然而，正當游準備參選立法會前，地區拍擋鄺葆賢卻在此時退出青政。雖然鄺退出青政，但卻沒有與游拆夥，一同繼續於地區工作上合作。游因此得以繼續立法會選舉籌備工作。

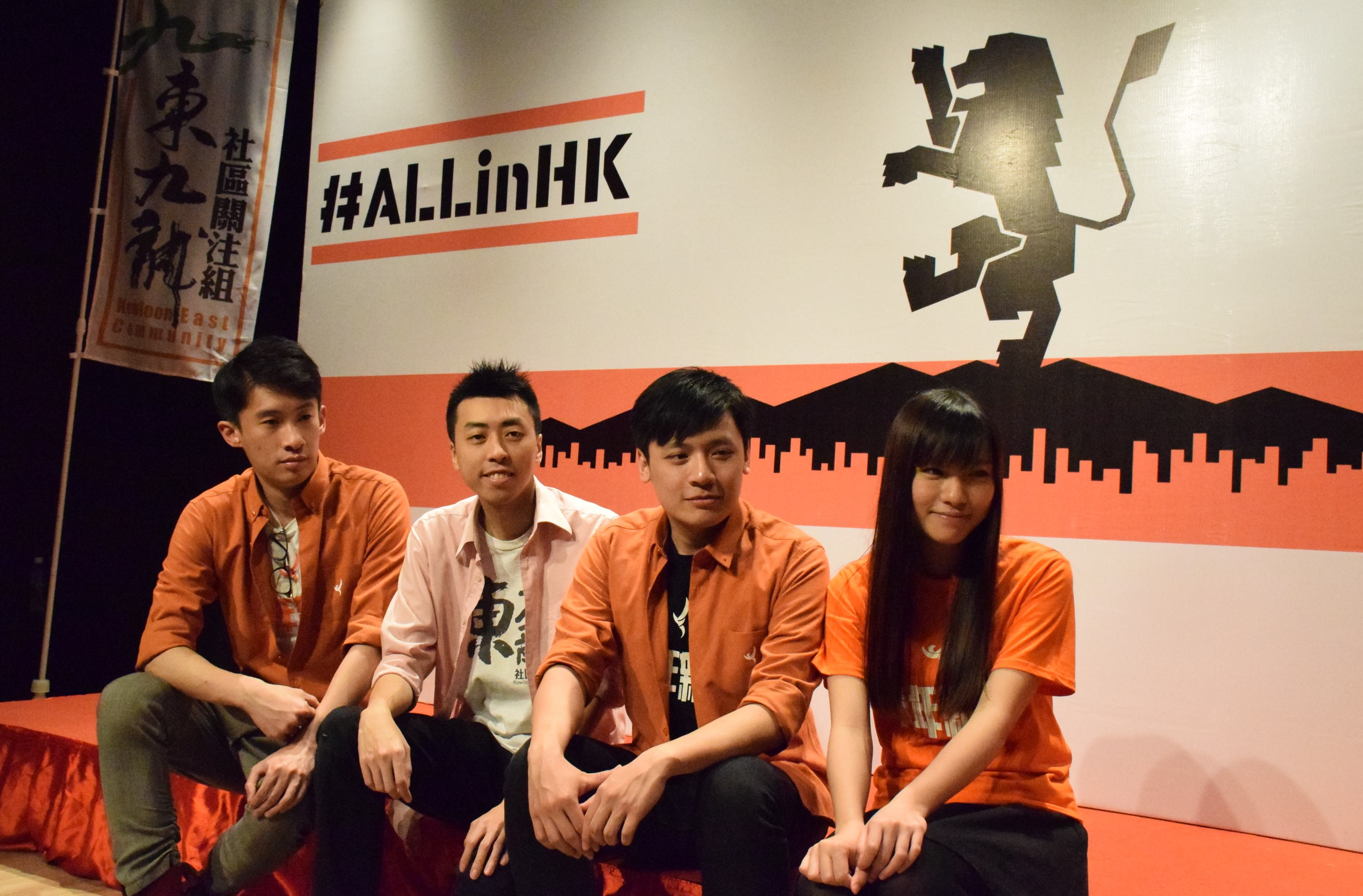
「ALLinHK」選舉聯盟誓師大會（左起：梁頌恆、陳澤滔、黃俊傑、游蕙禎）

2016年4月10日，游與陳澤滔和黃俊傑舉行誓師大會，組成「ALLinHK」選舉聯盟宣佈參選2016年立法會選舉。游與另外兩位成員，均表明支持香港獨立，希望以香港民族自決形式決定第二次香港前途問題。及後選舉爆出參選確認書風波，游在7月18日遞交報名表格時認為確認書違反程序公義而沒有簽署。不過與梁天琦及陳浩天等人不同，ALLinHK所有成員均沒有收到選舉主任發出的政治背景審查郵件，並於7月28日被裁定為提名有效。而游則是繼2015年區議會選舉後再次挑戰梁美芬。
在8月2日選舉事務處舉行的選舉簡介會上，在民主派人士及其他被拒參選人士抗議選舉政治審查時，包括游在內的青政於場內自拍並上載至游的Facebook上，此舉被網民指責。游立即刪除有關內容並發出道歉聲明。
雖然如此，因應梁天琦提名無效，青政與本土民主前線在本屆選舉中合作。同時，游亦因此在各場合中面對與本民前合作的質疑及指控。游與青政在選舉論壇上被指口頭勇武，與本民前合作及借雨傘革命之名旨在吸納人氣，而游則反駁參選以來沒提及雨傘革命。另外，林依麗質疑本民前發言人黃台仰被搜出的過百顆威而鋼是與陳浩天並梁天琦與梁頌恆兩對使用，至於游也間中加入同玩SM遊戲以體驗雙性恋的心態與樂趣，游立即否認並表示與自己無關，但林隨後再人身攻擊青政及本民前成員身體差不能在議會勇武抗爭，而林的言論則被婦女團體抨擊。自此，抨擊性別歧視的聲音四起，劉小麗在2015年區議會時批評游支持者的性激素致腦癱瘓言論被重提，最終劉在選舉論壇中向「感覺被冒犯的網民」致歉。
游再次挑戰梁美芬，終於在選舉論壇上得到辯論機會。游指責梁聲稱成功爭取長者爭取2元乘搭小巴優惠，但優惠其實由小巴公司自己發起推行。然而，梁稱自己早已爭取優惠兩年，並質疑游的主張如烏托邦般難以實行。
游的政綱上主要圍繞發展香港自治的能力，其中包括在香港獨立後擁有的南海专属经济区內開發天然气，但其論政水平不足及政策的可行性卻飽受批評。民主黨黃碧雲及袁海文多次在論壇上指出開發天然气天馬行空，袁指出香港現時未有設立专属经济区，黃更嘲諷游要帶領青年投奔怒海。本土派元老黃毓民在臨近選舉時甚至用粗口指責游的論政水平不足以成為立法會議員，更指外貌非選舉重要因素。
選舉當日，雷動計劃提出棄黃毓民保游策略，游最終在選舉上得票20,643票，以424票之差險勝黃奪得九西最後一席。她與梁頌恆一同成為青政的首批立法會議員，而游更成為立法會史上最年輕的女議員。

### 晉身立法會

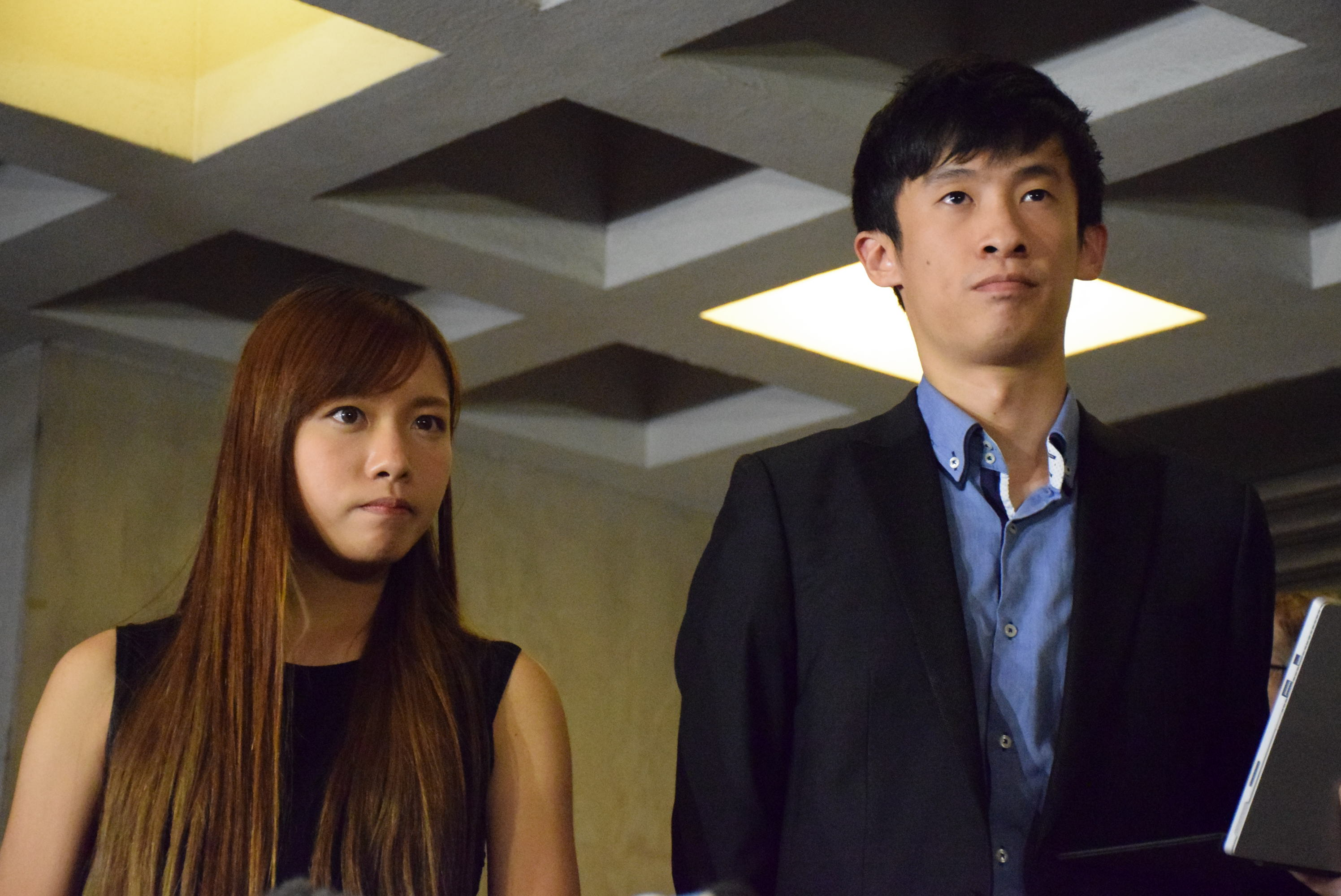
游蕙禎和梁頌恆

游蕙禎雖然在2016年立法會選舉中勝出，不過她與梁頌恆在選舉後的首個立法會大會上在英语誓詞上加入關於香港民族主義的句子及展示相關標語，並將誓詞中的中國發音成支那，引起爭議。香港特區政府及親中派人士均對兩人行為提出不滿，梁振英以香港行政長官身份與香港律政司司長袁國強對游梁兩人提出訴訟。最終法院宣佈兩人的議員資格於大會上宣誓無效時已被取消，兩人一同以12日成為史上最短任期的議員。
雖然游的任期僅有12日，但她作為罕有支持香港獨立的議員，在當選後至失去議員資格之間，造成不少爭議，備受關注。同時，她也在任期內於香港以外宣傳自決及港獨等本土派主張。

#### 香港立法會宣誓風波
游蕙禎與其他當選人須於10月12日的立法會大會上宣誓就職，但游及梁頌恆在宣誓前加入效忠香港民族的字句，並以英语宣誓時把中國發音成支那及展示「香港不是中國」的橫額，而游亦以「Re-fucking」作為共和國（Republic）的英語發音。立法會秘書長陳維安拒絕接納游、梁及姚松炎的誓詞，並按議事規則指三人不能參與包括立法會主席選舉等會議及表決，直至新任主席為三人重新監誓。及後，梁表示「支那」發音為「鴨脷洲口音」，而游就此反指陳歧視他們的鄉音，並提出澳門行政長官崔世安宣誓時也帶有口音。其後，主持人梁耀忠允許三人在會議廳參與梁君彥的英國國籍及居留權問題討論，而游則表示並不理解梁多次拖延需遞交的文件。最終，主持人由石禮謙接任後更改會議房間，石自行以代理主席身份禁止三人進入參與選舉，並引起民主派集體離席，梁君彥遂當選主席。

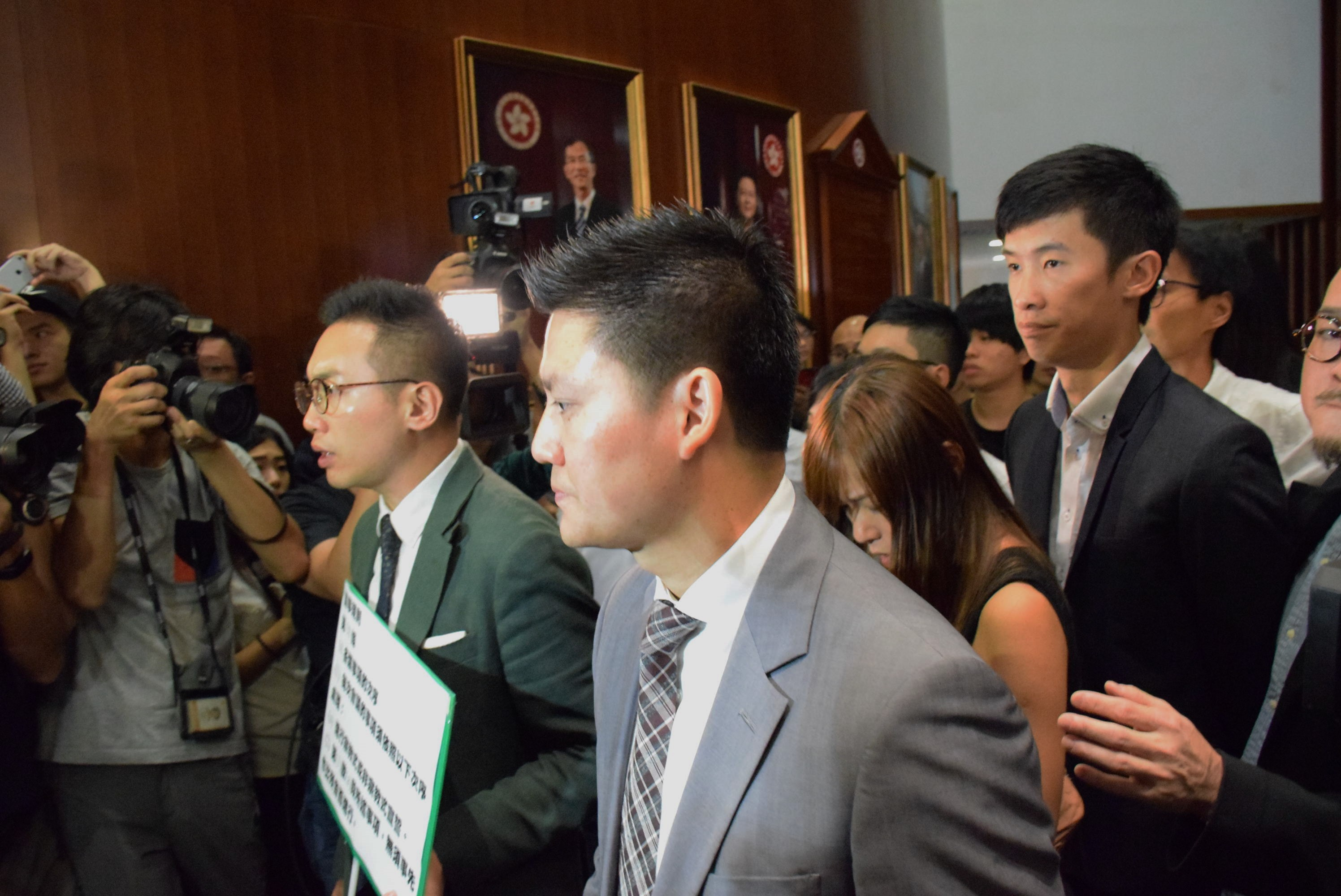
公民黨及部分獨立議員護送游及梁頌恆進入會議廳

青政議員的宣誓隨後被人批評為涉及侮辱华人，並引來社會反響。丁新豹等300名學者及教師聯署要求游及梁頌恆就事件道歉，而網上亦有超過7萬人聯署要求罷免游。蕭思江則入稟高等法院提出司法覆核要求宣佈游當選無效。然而，梁游二人回應指行為純粹針對政權，沒有涉及任何人、族群及文化，拒絕就此道歉。及後，梁君彥決定可在收到書面提出後安排議員再次宣誓，律政司則在10月18日於立法會大會前向高院緊急司法覆核梁君彥的決定，並申請臨時禁制令以禁止游及梁頌恆再宣誓。高院即日決定受理案件，但駁回臨時禁制令申請。不過，親中派於翌日的立法會大會中刻意集體離場，惡意地令法定人數不足以致流會，令兩人及劉小麗無法再於該日再次宣誓。
一星期後於10月26日的大會，梁君彥受親中派壓力押後游及梁頌恆的宣誓，禁止他們進入會議廳，直至司法覆核作出裁決。然而，大會開始時，游及梁頌恆在公民黨及部分獨立議員護送進入會議廳，並按《議事規則》要求宣誓，而鄭松泰更手持《議事規則》衝向主席台，梁君彥在無法驅趕三人下，宣佈休會。鄭及後會見記者指梁君彥的決定違反香港基本法及《議事規則》，斥責梁君彥違法而造成亂局。游及梁頌恆同樣批評梁君彥不遵守《議事規則》，而兩人不會放棄以後任何宣誓機會。
11月2日，游蕙禎、梁頌恆和議員助理等人在保安人員阻攔下仍進入會議廳欲重新「宣誓」，各人帶同小型擴音器到場，雖有保安阻止，但眾人與保安多番發生推撞，場面混亂，有女保安被人群夾於中間不適暈倒。主席梁君彥下令驅逐離場，保安最後強行把游、梁抬離。梁君彥以安全理由宣佈休會。
香港高等法院原訟法庭在11月15日判政府勝訴，宣布游及梁頌恆在10月12日已經取消議員資格及指梁君彥不可讓兩人再次宣誓，並禁止兩人以繼續以議員身份行事。游表明會就此上訴，即使上訴至香港終審法院。2017年8月25日，終審法院在預審卻直接拒絕受理他們的上訴申請，案件宣佈終審，兩人議員資格確定無效。為此兩人需要承擔約1千2百萬港元訟費，游更表示可能破產。
2018年6月4日，游蕙禎、梁頌恆和議員助理等共5人在2016年11月硬闖立法會會議廳一案，被裁定非法集結罪罪成，裁判官判刑指各人有預謀行事，各判入獄4周。游蕙禎與2名議員助理放棄上訴，即時收監，而梁的上訴在2020年9月亦被駁回。

#### 與其他政團關係

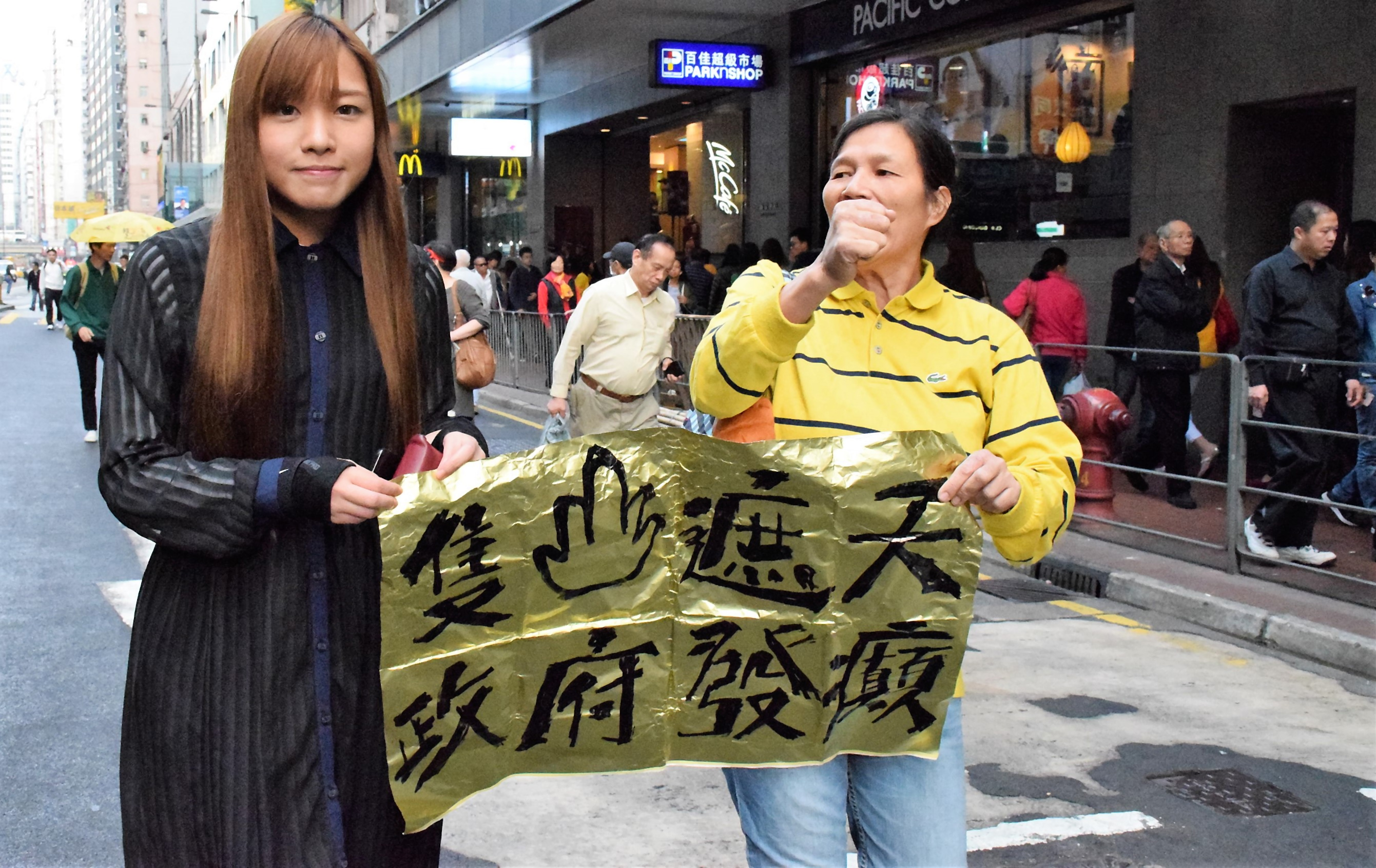
游蕙禎參與民間人權陣線舉行的2017年元旦大遊行反對人大釋法

在2016年立法會選舉結束後，高票當選的朱凱廸在宣誓就任前就已經遭到恐嚇，繼而爆出元朗橫洲的公屋發展爭議事件，民主派合作聯署譴責事件，但游蕙禎及梁頌恆卻沒有參與，並表示與陣營看法相距甚遠。成報及後撰文批評香港中聯辦及香港行政長官梁振英為了借機加強權力而為游及梁在2016年立法會選舉中拉票，希望青政成員可成為會內關鍵少數，而不參與聯署是「露出狐狸尾巴」。然而，她在2016年10月開始任期前，則表明渴望可以與民主派在議會內合作。
就游蕙禎及梁頌恆因宣誓風波而被禁止進入立法會，除了本土派及自決派的立法會議員外，民主派的個別政治組織亦有予以幫助。公民黨除了曾護送梁游二人進入會議廳外，亦公開聲明反對立法會秘書處向二人追固已申領的議員酬金及預支營運資金。幾乎所有民主派組織都有參與的民間人權陣線在2017年元旦亦舉行遊行反對人大釋法干預立法會運作，聲援梁游二人。

#### 民族自決及港獨
游蕙禎在成為議員後繼續推動香港民族自決，並關注香港未來發展問題。她在2016年10月3日時被問及中國大陸新移民單程證審批權問題時，以「想做愛也找不到房間」來形容移民引致房屋不足的問題，惹來不少爭議，甚至更被國際媒體關注。及後，她則解釋言論並非為香港青年尋覓交歡的空間，而是希望尋找未來的出路。行政會議非官守議員張志剛則指出游與梁振英站於同一陣線，渴望解決房屋問題。
游除了繼續推動民族自決之外，亦爭取各方支持香港獨立。她在2016年10月22日出席國立臺灣大學研究生會舉行的座談會時，指出香港民族在1980年代被中英兩國政府剝削自決權，導致民主、法治、身份認同等逐漸失去，如果不進行自決可能會在約五年間被赤化。與此同時，她亦直言中国共产党需要臺灣但不需要臺灣人，冀望臺灣人思考台灣獨立運動，及後也表明願意在未來與台灣的政黨交流。

### 褫奪議席後
游蕙禎被褫奪議席後，公開表示自己驕奢躁進，被褫奪議席是因果報應。同時，她也表示要反省自己過去一年如政客「以議席為先」的想法，並多次強調會在議席服務社會。及後，政府拖延超過一年半才連同原為羅冠聰和姚松炎的議席舉行2018年3月香港立法會補選。就是次選舉，梁指青年新政並不會派人參選，但游則表示曾考慮再度參選。不過，游表明不參選時會拒絕為任何人助選，以免成為死亡之吻，適得其反。
2019年年初，有親中報章指游改為向網絡紅人方面發展，但她不作回應。2019年6月28日，游在官方Facebook上宣布退出青年新政，但卻以「必定會再見」指出未來或有機會重返政界。

## 其他

### 流行文化
游蕙禎曾於ViuTV在2016年9月5日所播映的電視處境劇集《三一如三》的第13集《選戰風雲》中飾演立法會選舉候選人「劉惠晴」一角，亦曾於香港電台2016年10月24日的晨早時事資訊節目《早辰。早晨》的《講式早餐》一集中與羅冠聰煮港式早餐並接受訪問。
在參與2016年香港立法會選舉的一年，游成為流行的熱門人物，她更在年末的Google搜尋排行榜香港本地時事人物組別的第一位。

### 照片被盜用
2019年6月23日，民建聯植潔鈴開設私人Telegram戶口，盜用了游蕙禎的相片以作己用。游得知後，致電植與其理論。其後，植在臉書上載短片向游道歉，指不知道相中人是誰，純粹覺得漂亮所以使用。

## 榮譽

### 頭銜
- 游蕙禎議員（The Honourable Yau Wai-ching，2016年10月1日－2016年10月12日；於2016年11月15日被褫奪[70]）